# 円さゆり
円 さゆり（まどか さゆり、1994年11月13日 - ）は、日本の元グラビアアイドル。2019年11月より「円さゆき」に改名しAV女優として活動している。

## 経歴・人物
趣味・特技は読書・回し蹴り・周りにいる人を癒やす事。
2017年9月に芸能界入り。所属事務所はヴィクトリーロード。デビュー前はOL（経理担当）をしていた。
2019年4月7日をもって事務所を退所。ツイッター名をラブホテルでのアクシデントから「膣火傷」に改名。
同年11月13日、ムーディーズ専属女優の「円さゆき」としてAVデビューすることを発表。所属事務所はカプセルエージェンシー。事務所は憧れであった小向美奈子と同じ事務所になりたいという憧れから選んだ。
目標は「変態オリンピック界の羽生結弦」。
2021年に3本作品を発売し以後フェードアウトしていたが、2021年に1年ぶりに作品をリリースし、ハードSM作品で復帰。月刊FANZAの大木テングー編集長は「顎肉とか腹肉とか、水商売の人的な…。でもその分下品さが増している」、「15分くらい電気工具を改造したドリルバイブが膣火傷の膣を高速でえぐってて…」と変貌っぷりをレビューしている。

## 作品

### イメージDVD
- まどかのひみつ（2018年1月26日、グラッソ）[10]
- 魅せてあげる…（2018年5月31日、グラッソ）
- EN（2019年2月22日、スパイスビジュアル）[11]

### アダルトDVD
- 個人SNS写真がエロすぎて炎上中のGカップ美ボディ 新人現役クォーターグラドルAV解禁!!（2019年12月13日、ムーディーズ）
- 炎上グラドルのヤリ部屋映像（2020年1月13日、ムーディーズ）
- 大炎上グラドル20本のチ○ポ喰いまくり膣火傷大乱交 円さゆき（2020年3月13日、ムーディーズ）
- ～強靭なる精神の屈辱崩壊～ 真・女スパイ拷問 STAGE_05 耐え難き淫辱処刑に震え哭く極上の媚肉 円さゆき（2021年3月25日、BabyEntertainment）[9]
- 絶頂輪廻の高層椅子 何があっても絶対に逃れられない残酷な場所（2021年5月19日、BabyEntertainment）※オムニバス